# Jock Dodds
Ephraim „Jock” Dodds (ur. 7 września 1915 w Grangemouth, zm. 24 lutego 2007 w Blackpool) – szkocki piłkarz grający na pozycji środkowego napastnika.
Karierę rozpoczął w 1932 roku w Huddersfield Town. Dwa lata później na zasadzie wolnego transferu przeszedł do Sheffield United F.C., z którym osiągnął swoje największe sukcesy. W 1939 roku przeszedł do Blackpool F.C., według informacji rodzinnych, za kwotę 10 500 funtów.
Uchodził za autora prawdopodobnie najszybciej zdobytego hat-tricka w historii The Football League, a może i świata. W 1943 roku w meczu ligowym z Tranmere strzelił 3 bramki z rzędu w dwie i pół minuty. Kwestia, jak długo on przetrwał, pozostaje sporna.
W okresie II wojny światowej kilka razy wystąpił w meczach reprezentacji Szkocji, strzelając kilka bramek. Mecze te nie są obecnie uważane za oficjalne. W jednym z nich, rozegranym 18 kwietnia 1942 roku na Hampden Park przy 91-tysięcznej publiczności, strzelił 3 bramki reprezentacji Anglii.